# 小沼敬三郎
小沼 敬三郎（こぬま けいざぶろう、1873年（明治6年）6月26日 - 1957年（昭和32年）12月24日）は、日本の政治家、大蔵官僚。津山市長。

## 来歴
1873年6月、現在の岡山県津山市南新座に生まれる。法政大学卒業後、1902年、大蔵省（現財務省）へ入省する。
その後、平沼騏一郎の推薦で、岡山県赤磐、小田郡長となる。1923年には、苫田郡長となる。
1926年11月、苫田郡津山町長となる。津山町、津山東町、西苫田村、二宮村、院庄村、久米郡福岡村との6町村の合併を推進し、1929年2月、津山市が発足した際、市長へ就任した。
就任後、3期にわたり市長を務め、上水道整備、新市庁舎建設など、津山市の礎を築き上げた。この間、水道工事の不正で1935年に一度、市長を辞職し、有罪判決を受ける。これにより正六位返上を命じられ、勲六等及び第一回国勢調査記念章、大礼記念章（大正/昭和）を褫奪された。
戦後、公職追放となり、追放解除後の1956年4月1日、功績を称え、津山市名誉市民として表彰される。
1957年12月24日死去、84歳。